# 馮如
馮 如（ふう じょ/フェン・フウ、簡体字: 冯如、繁体字: 馮如、ピンイン: Féng Rú、1884年1月12日 - 1912年8月25日）、米国名フング・ジョー・グエイ（Fung Joe Guey、馮珠九）は、中国の飛行家・飛行機設計家。1909年9月21日に自らが設計した飛行機で初飛行し、中国人かつアメリカ西海岸で初の動力飛行に成功した。中国航空の父とされている。

## 生涯

### 移住と飛行機開発
馮如は1884年1月12日、清の広東省肇慶府恩平県で生まれた。1896年、12歳で父と一緒にアメリカに移住し、カルフォルニア州各地を転々とした。1903年、19歳の時にライト兄弟の動力飛行に触れ、機械工学に興味を持った。1905年、日露戦争の講和条約であるポーツマス条約に伴い、旅順と大連、南満州鉄道の権益を日本が得たことに刺激された馮如は、飛行機の戦力的価値に注目し、飛行機の製造を思い立った。馮如は1906年にサンフランシスコに移住したが、サンフランシスコ地震で市内が壊滅したため、オークランドのチャイナタウン中心部にあるイーストナインスストリート359に再移住し、飛行機製造を目指して工場を創業した。馮如は独学でライト兄弟やグレン・カーチス、アンリ・ファルマンの著作を翻訳しつつ、中国系アメリカ人向けにポンプや電話機・電信機などの製造販売を行った。工場は8×10ft（2.4×3m）の非常に小さい間取りだったが、工具や航空関係の書籍、雑誌が置かれ、ここで馮如は午前3時まで熱心に研究をつづけた。

### 初飛行
1908年、馮如は飛行機製造に乗り出しGuangdong Air Vehicle Company（広東飛行機械会社）を創業、華僑を説得して飛行機を自作するための資金を集めた。カーチス モデルDに類似する全幅7.6m、自ら設計した6馬力のエンジンを搭載した複葉機馮如1号は、オークランドで試験飛行を2回行なったが、墜落して馮如の工場に突入した。

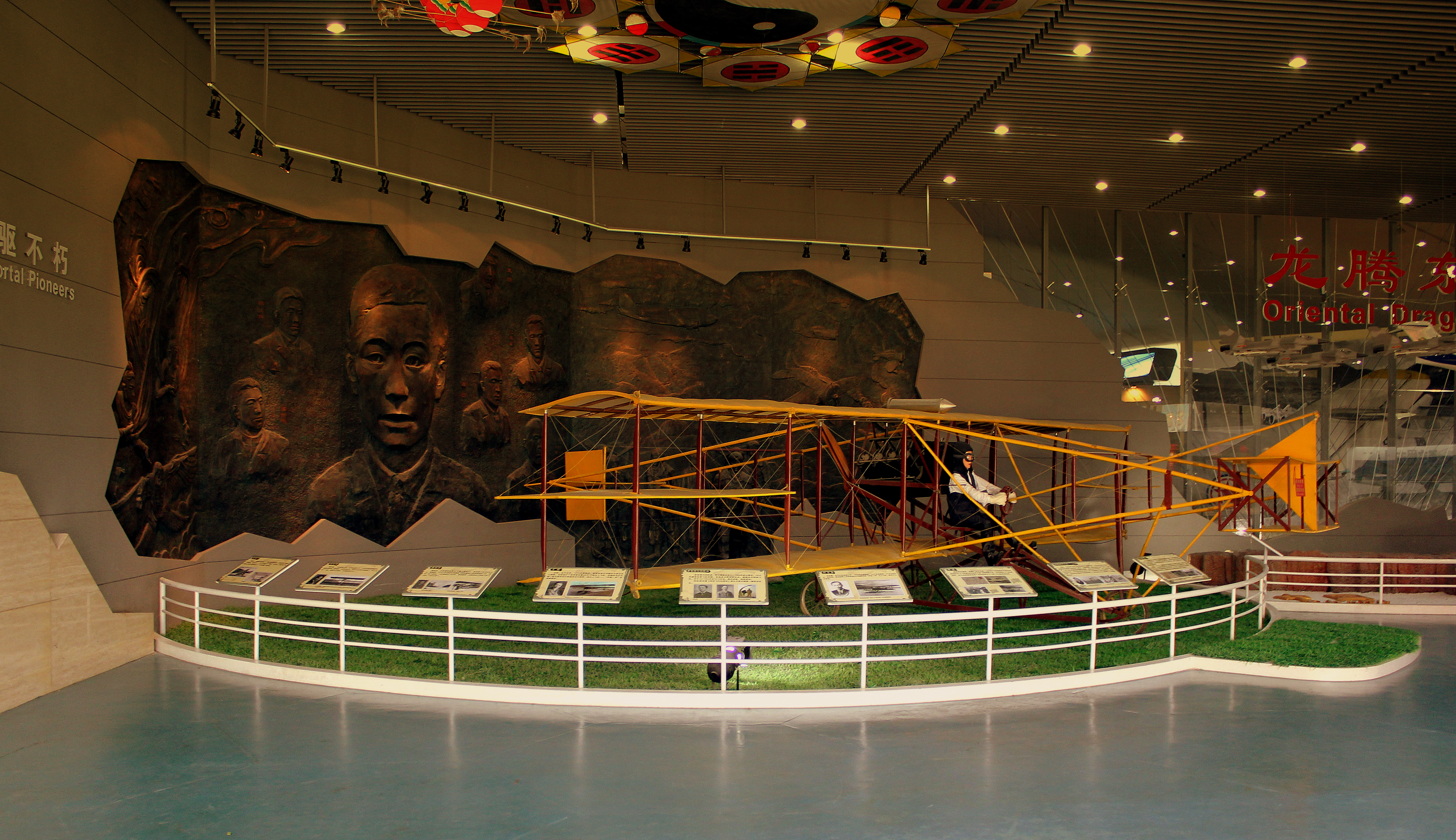
中国空軍航空博物館で展示される馮如2号のレプリカ（2012年）

幸い馮如に怪我は無かったため、馮如は再び資金を集め、67人が出資した5,875ドルで馮如2号の製作を始めた。馮如2号の製造は秘密裏に行われ、工場はオークランド郊外に移転し、部品はこの工場で組み立てられた。工場周囲にはガードマンが配置され、来客との会話は壁の隙間を介して行うほどだった。馮如2号は1909年9月21日午後にオークランド近郊のピードモントで、数人の助手である黄杞・張南・譚耀能や地元農民が見守る中、20分間の初飛行に成功した。馮如2号はピートモント上空10-12ft（3-3.6m）を周回飛行したが、飛行中にプロペラシャフトを固定するボルトが脱落して墜落し、馮如は打撲の軽傷を負った。馮如の初飛行は、航空界からは黄禍論的感情から「非常に疑わしい」とされたが、『サンフランシスコ・コール』や『オークランド・トリビューン』などの地元紙、さらに『ニューヨーク・タイムズ』で報じられ、馮如はアメリカ国際航空学会から飛行士の資格証を得た。

### 事故死
馮如の初飛行は、在米中だった孫文の知るところとなった。孫文は馮如に対し、中国に帰国して航空技術の発展と香港・広州での展示飛行を依頼した。1911年3月21日、馮如は複葉機と6人の助手を伴い、辛亥革命真っ只中の香港に帰国した。革命当局は、馮如を陸軍航空長に任命し、偵察飛行隊を編成した。1912年8月25日、馮如は広州の燕塘飛行場で1,000人の観客を前に展示飛行を行ったが、高度36mから上昇中にエンジンが故障し、竹林に墜落した。墜落の際に肺を竹が貫いたのが致命傷となり、馮如は29歳の若さで死亡した。死の間際に助手に語った「勿因吾斃而阻其進取心、須知此為必有之階級。（私の死で君の進取の気性を妨げるな、これ位の事は必ず起きることを知っておきなさい。）」が最後の言葉となった。この事故が原因で、燕塘飛行場は廃止された。

## 顕彰

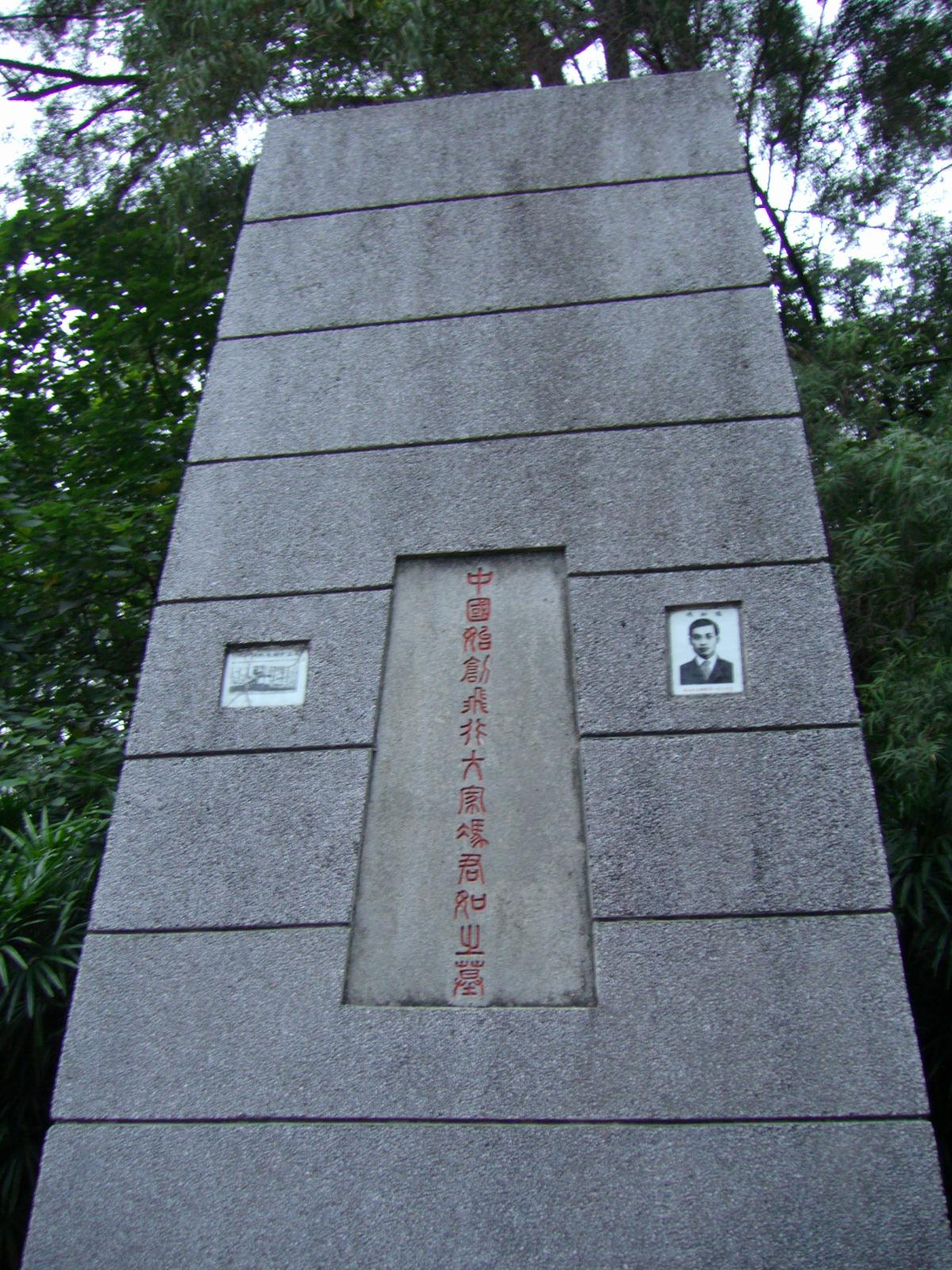
馮如墓（2007年）

馮如の死後、国民党軍は馮如を陸軍少将に任じたほか、広州市の黄花崗七十二烈士墓に埋葬し、彼の墓（馮如墓）には孫文によって「中国創始飛行大家馮君如之墓（中国航空の創始者馮如君の墓）」という言葉が刻まれており、近代の代表的な重要建築として1983年8月に広州市指定文化財に指定された。
馮如の生涯は、1975年にローレンス・イェップが発表した小説『ドラゴン複葉機よ、飛べ』のモデルとなった。本作はニューベリー賞佳作を受賞したほか戯曲となり、1995年にフェニックス賞を受賞した。
中国の北京航空航天大学には、馮如の胸像が設置された。同大学では毎年、科学コンテストである「馮如カップ」が開催される。中国空軍航空博物館には馮如2号のレプリカが展示されている。
1988年、広州沙河文化博物館協会によって、燕塘飛行場があった広州市天河区花生寮大街に「馮如墜落の碑」が建てられ、2004年8月には天河区人民政府によって馮如の石像が設置された。
2009年9月19日、彼の工場があったオークランドのラニー大学構内で、オークランド公共図書館の学芸員スティーブ・ラヴォワとアメリカ空軍民間航空警備隊のロジャー・グレン中佐主催して初飛行100周年の記念式典が開催された。式典では、馮如の功績についてラヴォワの講演があり、Skypeによって杭州の中学校にも同時配信された。さらに、馮如の胸像（銭江晩報後援、龍翔作）の除幕式が行われた。